# Cierzpięty (Ostróda)
Cierzpięty (deutsch Treuwalde, bis 1902 Czierspienten) ist ein Ort in der polnischen Woiwodschaft Ermland-Masuren. Er gehört zur Stadt Ostróda (Osterode in Ostpreußen) im Powiat Ostródzki (Kreis Osterode in Ostpreußen).

## Geographische Lage
Cierzpięty liegt am Westufer des Schmording-Sees (polnisch Jezioro Smordy) sowie an der Südseite des Drewenz-Sees (polnisch Jezioro Drwęckie) am Westrand der Stadt Ostróda, zwei Kilometer vom Stadtzentrum entfernt.
|  |

## Geschichte
Das Dorf Cierspienten – ab 1820 Czierspienten – wurde seit 1776 urkundlich erwähnt und bestand aus ein paar kleinen Gehöften. Im Jahre 1874 kam es zum neu errichteten Amtsbezirk Mörlen (polnisch Morliny) im Kreis Osterode in Ostpreußen.
Am 20. Oktober 1902 wurde Czierspienten in „Treuwalde“ umbenannt. Die Einwohnerzahl belief sich im Jahre 1910 auf 114. Sie verringerte sich bis 1933 auf 95 und betrug 1939 nur noch 71. Von 1930 bis 1945 war das Dorf dem Amtsbezirk Arnau (polnisch Ornowo) zugeordnet.
Als 1945 in Kriegsfolge das gesamte südliche Ostpreußen an Polen fiel, war auch Treuwalde davon betroffen. Der Ort erhielt die polnische Namensform „Cierzpięty“ und ist heute „część miasta Ostróda“ (ein „Teil der Stadt Ostróda“), dem Amtssitz des Powiat Ostródzki (Kreis Osterode in Ostpreußen), bis 1998 der Woiwodschaft Olsztyn, seither der Woiwodschaft Ermland-Masuren mit Sitz in Olsztyn (Allenstein) zugehörig.

## Kirche
Bis 1945 war Czierspienten resp. Treuwalde evangelischerseits in die Landkirche der Stadt Osterode i. Ostpr. mit der Filialkirche Arnau (polnisch Ornowo) in der Kirchenprovinz Ostpreußen der Kirche der Altpreußischen Union, außerdem römisch-katholischerseits in die Pfarrkirche Osterode eingegliedert.
Heute gehört Cierzpięty weiterhin zur Kreisstadt, nun allerdings in der Diözese Masuren der Evangelisch-Augsburgischen Kirche in Polen gelegen. Die katholischen Einwohner sind nun der St.-Franziskus-Kirche Ostróda im Erzbistum Ermland zugeordnet.

## Verkehr
In Cierzpięty endet die von Trzebnica (Trebnitz) über Toruń (Thorn) herführende Landesstraße 15, und zwar direkt bei ihrer Einmündung in die von Grudziądz (Graudenz) kommende und bis zur polnisch-litauischen Staatsgrenze weiterverlaufende Landesstraße 16.
Durch das nördliche Ortsgebiet von Cierzpięty verläuft die Bahnstrecke Toruń–Tschernjachowsk, allerdings ohne Halt. Der nächste Bahnhof ist der in Ostróda.